# ديفيد إل. روبنز
ديفيد إل. روبنز (بالإنجليزية: David L. Robbins)‏ هو كاتب أمريكي، ولد في 10 مارس 1954 في ريتشموند في الولايات المتحدة.

## وصلات خارجية
- الموقع الرسمي